# شو ساكوراي
شو ساكوراي (باليابانية: 櫻井 翔)هو مغني ياباني وكاتب أغاني ومغني راب وممثل ومذيع أخبار ومذيع ومذيع إذاعة سابق. ولد في 25 يناير 1982 في مايه-باشي، اليابان. وهو عضو في فرقة الصبي أراشي. بدأ حياته المهنية في صناعة الترفيه عندما انضم إلى وكالة المواهب اليابانية جوني وشركاه في عام 1995 وهو في الثالثة عشر من عمره. 

## روابط خارجية
- شو ساكوراي على موقع IMDb (الإنجليزية)
- شو ساكوراي على موقع ألو سيني (الفرنسية)
- شو ساكوراي على موقع ميوزك برينز (الإنجليزية)
- شو ساكوراي على موقع أول موفي (الإنجليزية)
- شو ساكوراي على موقع قاعدة بيانات الفيلم (الإنجليزية)
- شو ساكوراي على موقع كينوبويسك (الروسية)
- شو ساكوراي على موقع ANN person (الإنجليزية)